# Husum Boldklub
Husum Boldklub er en fodboldklub i bydelen Husum.
Deres 1. Seniorhold spiller i Københavnsserien.
Klubben har været med til at udvikle store talenter, som Morten Foged (FC Midtjylland 1. Ynglinge), Benjamin Lee (AB 1. Senior), Marcus Lee (KB 1. Junior) og Nicholas Marfelt (FC Nordsjælland 1. Junior)